# Rainer Torres
Rainer Torres Salas (Callao, 12 gennaio 1980) è un ex calciatore peruviano, ex  centrocampista dell'Universitario de Deportes e nella Nazionale peruviana.

## Carriera

### Club

#### Giovanili ed Europa
Inizia la sua carriera nell'Academia Cantolao e successivamente nelle giovanili dello Sport Boys. Immigrò con la sua famiglia in Germania dove fece alcuni provini per entrar a far parte delle giovanili del Duisburg venendo accettato. Nel 1998 firma il suo primo contratto professionale con la stessa squadra tedesca. Nel 2002 passa alla squadra austriaca del DVS Loeben.

#### Ritorno in Perù
Nel 2003 torna in patria per far parte dell'Universitario de Deportes. Un anno dopo però si trasferisce allo Sporting Cristal sotto la guida di José del Solar segnando i suoi primi gol nel Campeonato peruviano. Nel 2008 torna all'Universitario.

### Nazionale
Gioca la sua prima partita con la Nazionale peruviana il 9 ottobre 2005 nella partita contro l'Argentina persa per 2-0.

## Palmarès

### Club
- Torneo Clausura: 1

Sporting Cristal: 2004
- Campionato peruviano: 4

Sporting Cristal: 2005
Universitario: 2009, 2013
FBC Melgar: 2015
- Torneo Apertura: 1

Universitario: 2008

### Individuale
- Miglior centrocampista del Campionato peruviano: 1

2009